# E≠mc²
E≠mc² – album Marka Bilińskiego wydany w 1984 roku nakładem wytwórni muzycznej Polton.

## Lista utworów
Strona 1
1. „Porachunki z bliźniakami” (M. Biliński) – 4:53
2. „Sen mistrza Alberta” (M. Biliński) – 4:53
3. „Po drugiej stronie świata” (M. Biliński) – 10:08

Strona 2
1. „E≠mc²” (M. Biliński) – 21:16
  - Część I.
  - Część II.
  - Część III.

### Bonus
1. „Ucieczka z tropiku” – 3:57
2. „Dom w Dolinie Mgieł” – 3:42

### Super bonus
1. „Ucieczka z tropiku ’93” – 4:59
2. „Dom w Dolinie Mgieł ’93” – 4:27

## Twórcy
- Marek Biliński – Polymoog, Minimoog, Micromoog, Roland SH-101, Roland TR-808, Roland CSQ-600
- Janina Bilińska – realizacja
- Jerzy Fedak – projekt graficzny
- Jerzy Fedak – foto